# Ecbolium clarkei
Ecbolium clarkei är en akantusväxtart som beskrevs av William Philip Hiern. Ecbolium clarkei ingår i släktet Ecbolium och familjen akantusväxter. Utöver nominatformen finns också underarten E. c. puberulum.